# باولوس مانوتيوس
باولوس مانوتيوس (باللاتينية: Paulus Manutius، وبالإيطالية: Paolo Manuzio) (12 يونيو 1512 – 6 أبريل 1574) كان طبّاعًا وعالمًا إنسانيًا إيطاليًا من مدينة البندقية. وهو الابن الثالث للطابع الشهير ألدو مانوتيوس وزوجته ماريا توريسانو، وينتمي إلى عائلة مانوتيوس التي ارتبط اسمها بعصر النهضة والطباعة الكلاسيكية.

## التعليم والخلفية
نشأ باولوس في بيئة مثقفة ودرس اللاتينية والعلوم الإنسانية في سن مبكرة، مما أهّله ليكون وريثًا فكريًا ومهنيًا لوالده، الذي كان من أوائل من طبعوا النصوص الكلاسيكية باليونانية واللاتينية.

## مسيرته في الطباعة
بعد وفاة والده، تولّى باولوس إدارة المطبعة العائلية في البندقية، المعروفة بـ مطبعة ألدو، وساهم في إحيائها خلال ثلاثينيات القرن السادس عشر. ركّز على طباعة النصوص اللاتينية الكلاسيكية، وخاصة خطب شيشرون، التي كان لها جمهور واسع من القرّاء المثقفين في أوروبا.
أصدر نسخًا علمية مشروحة من الأعمال الكلاسيكية، واعتمد أسلوبًا دقيقًا في التحرير الطباعي، مما أكسب منشوراته سمعة علمية رفيعة.

## عمله في روما
في عام 1561، دعاه البابا بيوس الرابع إلى روما لتأسيس مطبعة رسمية لخدمة الكنيسة الكاثوليكية خلال الإصلاح المضاد، فأنشأ مطبعة طبع من خلالها منشورات مجلس ترينتو والعديد من الأعمال اللاهوتية الدفاعية.

## الوفاة والإرث
توفي باولوس مانوتيوس في روما عام 1574. ويُعد اليوم من أبرز رموز الطباعة الأوروبية في القرن السادس عشر، لما جمعه من دقة لغوية ورؤية إنسانية وأسلوب فني راقٍ.

## وصلات خارجية
- موسوعة بريتانيكا – باولوس مانوتيوس
- متحف المتروبوليتان – الطباعة في عصر مانوتيوس